# Adam Janicki
Adam Janicki (ur. 21 czerwca 1939 w Janowej Dolinie, zm. 2017) – polski poeta, publicysta, nauczyciel oraz działacz harcerski.

## Życiorys
Ukończył studium nauczycielskie i filologię polską na Uniwersytecie Śląskim. Od 1962 mieszkał w Rudzie Śląskiej, gdzie do przejścia w 2000 na emeryturę pracował jako nauczyciel i pedagog między innymi w Szkole Podstawowej nr 37, Zespole Szkół Zawodowych Hutniczego Przedsiębiorstwa Remontowego oraz w Zespole Szkół Zawodowych im. Mikołaja Kopernika. Jako poeta debiutował na łamach „Poglądów”, publikował również wiersze dla dzieci w „Płomyku”. W dorobku poetyckim miał również tomiki poetyckie, w tym między innymi „Kreślenie słów” (1971), „Drżenie ziemi” (1981) oraz „Traktat Śląski” (1998). Był również autorem książek „Ulica mojej starki” z 1983 i „Kuszenie Ewy, czyli raj obiecany” z 2002. Od 1983 należał do katowickiego oddziału Związku Literatów Polskich. Był również członkiem Nauczycielskiego Klubu Literackiego przy Związku Nauczycielstwa Polskiego w Katowicach i Rudzie Śląskiej oraz laureatem licznych konkursów literackich, w tym dwukrotnie „Złotych lampek górniczych” przyznanych mu podczas Dni Literatury w Rybniku.

## Wybrane odznaczenia
- Złoty Krzyż Zasługi[2],
- Medal Komisji Edukacji Narodowej[2],
- Odznaka „Zasłużony Działacz Kultury”[2],
- Złota Odznaką Związku Nauczycielstwa Polskiego[2],
- Złota Odznaka Zasłużonego dla rozwoju województwa katowickiego[2],
- Srebrna Odznaka Zasłużonego dla rozwoju województwa katowickiego[2]